# (7416) Linnankoski
(7416) Linnankoski est un astéroïde de la ceinture principale.

## Description
(7416) Linnankoski est un astéroïde de la ceinture principale. Il fut découvert le 16 novembre 1990 à La Silla par Eric Walter Elst. Il présente une orbite caractérisée par un demi-grand axe de 2,36 UA, une excentricité de 0,14 et une inclinaison de 4,4° par rapport à l'écliptique.

## Compléments